# Encontro de Futebol Infantil Pan-Americano
O Encontro de Futebol Infantil Pan-Americano, conhecida igualmente pelo acrônimo EFIPAN, é uma tradicional competição internacional de futebol masculino disputada anualmente na cidade de Alegrete, no estado do Rio Grande do Sul. É promovida pelo Clube Escolinha de Futebol Flamengo, com apoio da Prefeitura Municipal de Alegrete, da Federação Gaúcha de Futebol e da Fundação de Esporte e Lazer do Rio Grande do Sul (FUNDERGS).

## História
A primeira edição do Efipan aconteceu em julho de 1980, após a realização do 1º Campeonato Sul-Americano de Futebol Infantil, em Buenos Aires (Argentina), e teve como campeão o AFIM, da Argentina. Dois anos mais tarde, o torneio passou a ser realizado no mês de janeiro.[carece de fontes?]
Atletas consagrados no futebol mundial já disputaram a competição, tais como os argentinos Tévez, Riquelme e Cambiasso, e os brasileiros Alexandre Pato, Ronaldinho Gaúcho, Robinho e Neymar, entre outros.
O Internacional é o maior vencedor do torneio, tendo conquistado o título 13 vezes.
Em 2019, o torneio foi transferido para julho, devido às fortes chuvas e alagamentos que ocorreram na cidade de Alegrete em janeiro.

## Campeões

### Títulos por clube
| Pos  | Clube               | Títulos | Vices | Semifinais |
| ---- | ------------------- | ------- | ----- | ---------- |
| 1.º  | Internacional       | 13      | 4     | 9          |
| 2.º  | Grêmio              | 7       | 14    | 9          |
| 3.º  | Palmeiras           | 5       | 1     | 1          |
| 4.º  | Argentinos Juniors  | 4       | 1     | 1          |
| 5.º  | Defensor Sporting   | 3       | 2     | 4          |
| 6.º  | Boca Juniors        | 2       | 1     | 1          |
| 7.º  | Independiente       | 2       | 1     | —          |
| 8.º  | Cruzeiro            | 1       | 4     | 1          |
| 9.º  | Santos              | 1       | 2     | 3          |
| 10.º | Coritiba            | 1       | —     | 4          |
| 11.º | Juventude           | 1       | —     | 1          |
| 12.º | AFIM                | 1       | —     | —          |
| 12.º | Flamengo            | 1       | —     | —          |
| 12.º | Tahuichi            | 1       | —     | —          |
| 12.º | Venda Nova          | 1       | —     | —          |
| 16.º | São Paulo           | —       | 2     | 1          |
| 17.º | Flamengo            | —       | 2     | —          |
| 18.º | Vitória             | —       | 1     | 3          |
| 19.º | Olimpia             | —       | 1     | 2          |
| 20.º | Botafogo            | —       | 1     | —          |
| 20.º | Nacional            | —       | 1     | —          |
| 20.º | Juan XXIII          | —       | 1     | —          |
| 20.º | Novo Hamburgo       | —       | 1     | —          |
| 20.º | Peñarol             | —       | 1     | —          |
| 20.º | Prensas Schuler     | —       | 1     | —          |
| 20.º | River Plate         | —       | 1     | —          |
| 20.º | Vasco da Gama       | —       | 1     | —          |
| 28.º | São José            | —       | —     | 4          |
| 29.º | Avaí                | —       | —     | 2          |
| 30.º | Azuriz              | —       | —     | 1          |
| 30.º | Corinthians         | —       | —     | 1          |
| 30.º | Goiás               | —       | —     | 1          |
| 30.º | Portuguesa          | —       | —     | 1          |
| 30.º | Portuguesa Santista | —       | —     | 1          |
| 30.º | Universitario       | —       | —     | 1          |

### Títulos por federação
| Pos  | Cidade            | Títulos | Vices | Semifinais |
| ---- | ----------------- | ------- | ----- | ---------- |
| 1.º  | Rio Grande do Sul | 21      | 21    | 23         |
| 2.º  | Argentina         | 9       | 5     | 2          |
| 3.º  | São Paulo         | 6       | 6     | 8          |
| 4.º  | Uruguai           | 3       | 4     | 4          |
| 5.º  | Minas Gerais      | 2       | 4     | 1          |
| 6.º  | Rio de Janeiro    | 1       | 2     | —          |
| 7.º  | Paraná            | 1       | —     | 5          |
| 8.º  | Bolívia           | 1       | —     | —          |
| 9.º  | Bahia             | —       | 1     | 3          |
| 10.º | Paraguai          | —       | 1     | 2          |
| 11.º | Santa Catarina    | —       | —     | 2          |
| 12.º | Goiás             | —       | —     | 1          |
| 12.º | Peru              | —       | —     | 1          |